# Папа Симах
Папа Симах (лат. Symmachus; Сардинија - Рим, 21. јул 514) је био 51. папа од 23. новембра 498. до 19. јула 514.